# Monstrosity
Monstrosity est un groupe de death metal technique américain, originaire de Fort Lauderdale, en Floride. À leurs débuts, les quatre membres de Monstrosity signent avec le label allemand Nuclear Blast. Par la suite, le groupe se met sous le label Conquest Music, et enregistre l'album Millennium. En 1999, Monstrosity revient en studio et enregistre In Dark Purity. En 2003, Monstrosity publie l'album Rise to Power. Ils reviennent aux Morrisound Studios pour enregistrer l'album Spiritual Apocalypse.

## Biographie

### Débuts (1990–1996)
Le groupe est formé en Floride, aux États-Unis. Le groupe fait partie de la scène death metal de la fin des années 1980. Le groupe est surtout connu pour avoir eu comme chanteur George Fisher, l'actuel chanteur de Cannibal Corpse. Jon Rubin qui jouait de la guitare pour Malevolent Creation viendra aussi former Monstrosity. Mark Van Erp joue de la basse avec Cynic, qu'il quitte pour former Monstrosity. 
Les quatre membres de Monstrosity signent avec le label allemand Nuclear Blast. Jason Gobel, ancien membre de Cynic, aide Monstrosity à enregistrer Imperial Doom en studio. Il n'a jamais été membre de Monstrosity. L'album est publié en 1992 chez Nuclear Blast. Monstrosity tourne en Europe avec Pestilence en soutien à l'album. Après plusieurs problèmes de label, Lee Harrison forme son propre label, Conquest Music, en 1996. 

### MilleniumetIn Dark Purity(1996–1999)
Le groupe entre encore une fois en studio pour enregistrer l'album Millennium. Le guitariste Jon Rubin est remplacé par Jason Morgan et le bassiste Mark Van Erp, par Kelly Conlon. George « Corpsegrinder » Fisher s'occupe du chant et Lee Harrison de la batterie. L'album est publié par Nuclear Blast en 1996 en Europe et réédité en 2002 par le label néerlandais Hammerheart Records en Europe. Après avoir terminé l'enregistrement de l'album Millennium, Fisher se joint à Cannibal Corpse. Jason Avery (Eulogy) remplace Fisher au chant.
En 1999, Monstrosity revient en studio et enregistre In Dark Purity. L'album est produit par Monstrosity et enregistré aux Morrisound Studios, à Tampa, en Floride. Conquest Music licencie l'album chez Olympic/Slip Disc/Century Media pour une meilleure distribution aux États-Unis, et chez Metal Age puis Hammerheart Records en Europe. Jason Avery est le chanteur, Lee Harrison, le batteur, Tony Norman, le guitariste et Kelly Conlon, le bassiste. 

### Rise to Power(2001–2004)
En 2001, Conquest Music réédite un double-album accompagné des démos Horror Infinity et Slaves and Masters. En août 2003, le groupe termine son nouvel album enregistré aux Audio Hammer Studios de Sanford, en Floride, avec Jason Avery (chant), Lee Harrison (batterie), Tony Norman (guitare), Sam Molina (guitare) et Mike Poggione (basse). En 2003, Monstrosity publie donc l'album Rise to Power. Il est produit par Lee Harrison et Monstrosity et mixé par Jason Suecof. Conquest Music licencie l'album chez Metal Blade Records en Europe. Monstrosity tourne en Europe et aux États-Unis en soutien à l'album puis sont invités à jouer à Bogotá, en Colombie devant 85 000 spectateurs.

### Spiritual Apocalyspe(2005–2009)
Avery est remplacé en décembre 2005 par Brian Werner (Infernaeon). Werner s'occupe du chant à leur tournée européenne de 2006, puis aux concerts américains qui suivent. En décembre 2006, Werner est remplacé par Mike Hrubovcak (Divine Rapture, Imperial Crystalline Entombment, Vile) et Mark English (guitare) se joint à Monstrosity. Monstrosity se compose désormais de Mike Hrubovcak (chant), Lee Harrison (batterie), Mark English (guitare) et de Mike Poggione (basse). Ils reviennent aux Morrisound Studios pour enregistrer l'album Spiritual Apocalypse. Conquest Music licencie l'album chez Metal Blade en Europe, et est publié en 2007. En été 2009, Monstrosity passe six semaines en tournée au Pérou et au Chili, puis en Europe pour participer au festival Brutal Assault en République tchèque et au festival Party San en Allemagne.

### Live Apocalypse(depuis 2010)
Le 31 juillet 2010, ils effectuent une nouvelle tournée sud-américaine à commencer par le Mexique. Le 22 novembre 2011, le groupe annonce la sortie d'un DVD live, Live Apocalypse, au début de 2012. Le 2 octobre 2015, le groupe joue son premier concert en Floride en presque quinze ans à la West End Trading Company, de Sanford. En novembre 2015, Hrubokcak publie un art book intitulé The Artwork of Mike Hrubovcak: A Collection of Art Spanning 20 years (1996–2015).

## Membres

### Membres actuels
- Lee Harrison - batterie (depuis 1990)
- Mike Poggione - basse (depuis 2001)
- Mike Hrubovcak – chant (depuis 2006)
- Mark English – guitare (depuis 2006)
- Matt Barnes – guitare (depuis 2010)

### Anciens membres
- Jon Rubin - guitare (1990–1994)
- Mark Van Erp - basse (1990–1995)
- George « Corpsegrinder » Fisher - chant (1990–1996)
- Jason « Tux » Morgan - guitare (1994–1999)
- Kelly Conlon - basse (1995–1999)
- Jason Avery - chant (1996–2001, 2003–2005)
- Tony Norman - guitare (1999–2005)
- Sam Molina – guitare (2003–2006), chant (2001–2003)

### Membres de tournée
- Pat O'Brien – guitare (1996–1997)
- Jay Fernandez – guitare (1998-1999)
- Bobby Earl – chant (2001)
- Patrick Hall – guitare (2002)
- Brian Werner – vocals (2006)
- J.J. Hrubovcak – guitare (2007)
- Ben Kuzay – basse (2008)
- Andrew Guthrie - basse (2012)
- Jamie Harris - guitare (1998)
- Jamie Osburne - guitare (1998)
- Matt Moore - guitare (2009)
- Steve Bailey - guitare (2000)
- Chuck Amos - guitare (1994)
- Adam bollenbach - guitare (1993)
- Jason Golbel - guitare (1991)

## Discographie

### Albums studio
- 1992 : Imperial Doom
- 1996 : Millenium
- 1999 : In Dark Purity
- 2003 : Rise to Power
- 2007 : Spiritual Apocalypse
- 2018 : The Passage of Existence

### EPs
- 1991 : Burden of Evil
- 1992 : Darkest Dream

### Compilations et live
- 1997 : 10 Years of Nuclear Blast (album live)
- 2001 : Enslaving the Masses (compilation)
- 2003 : Live Extreme Brazilian - Tour 2002 (album live)
- 2012 : Live Apocalypse (DVD live)